# Drowning (canção de Crazy Town)
"Drowning" é o primero single do álbum Darkhorse, lançado em 25 de Novembro de 2002. O videoclipe foi dirigido pelos irmãos The Malloys.

## Faixas
Australia Maxi-single
| N.º | Título                             | Duração |  |
| 1.  | "Drowning" (Astro American Mix)    | 3:55    |  |
| 2.  | "Drowning" (Alternativo Radio Mix) | 3:44    |  |
| 3.  | "Drowning" (Epic Alchemist Mix)    | 3:05    |  |
| 4.  | "Suck on My Gun" (Versão ao Vivo)  | 3:35    |  |

Reino Unido Maxi-single
| N.º | Título                      | Duração |  |
| 1.  | "Drowning" (Album Version)  | 3:19    |  |
| 2.  | "Deja Vu" (Album Version)   | 2:41    |  |
| 3.  | "Butterfly" (Album Version) | 3:37    |  |

Alemanha Maxi-single
| N.º | Título                           | Duração |  |
| 1.  | "Drowning" (Album Version)       | 3:41    |  |
| 2.  | "Drowning" (Crazy Town Remix)    | 3:34    |  |
| 3.  | "Revolving Door" (Live Version)  | 3:36    |  |
| 4.  | "Suck on My Gun" (Album Version) | 3:35    |  |
| 5.  | "Drowning" (Video Version)       | 3:18    |  |

## Posições nas paradas musicais
| País - Parada Musical (2002)            | Melhor posição |
| --------------------------------------- | -------------- |
| Alemanha - Germany Top 100 Singles      | 45             |
| Áustria - Ö3 Austria Top 40             | 45             |
| Estados Unidos - Mainstream Rock Tracks | 24             |
| Estados Unidos - Modern Rock Tracks     | 24             |
| Reino Unido - UK Singles Chart          | 50             |